# Philippe Monteagudo
Philippe André Georges Monteagudo Duc (París, 29 de diciembre de 1936-Fuentealbilla, Albacete, 14 de julio de 2016) fue un pintor francés afincado en Fuentealbilla, Albacete (España).

## Vida
Nace en París, de padre español exiliado en la Guerra Civil Española y madre francesa. Sus padres se divorcian muy pronto y él queda bajo la tutela de la abuela materna.
En 1940, su padre intenta llevárselo a España, pero es detenido en la frontera y recluido en un campo de trabajo. El pequeño Philippe pasa por varios orfanatos hasta que recala en un convento de Albacete, donde lo encuentran sus abuelos paternos, que lo toman bajo su protección y se lo llevan a Fuentealbilla, el pueblo de su padre, en el que pasa su infancia.
A finales de los años cuarenta, y a petición del padre, emprende el regreso a París de la mano de un tío. En Barcelona, donde hacen escala, el muchacho tiene una experiencia que deja una huella profunda en su ánimo: presencia por primera vez una corrida de toros en la que un caballo es destripado.
Ya en París, se reencuentra con su madre, que ha vuelto a casarse y es poco menos que una extraña, de la que además lo separa el idioma, pues Philippe casi ha olvidado el francés. En su deambular solitario por la capital francesa, visita museos y aprende a amar la pintura. Con su madre conoce el ambiente parisino de restaurantes y bistrots. A los trece años, empieza su educación regular en un colegio, en el que lo llaman «sucio español» y tiene que hacerse respetar por la fuerza. Su padrastro, que trabaja en una imprenta, le trae botes de tinta con los que el muchacho empieza a experimentar. Nace su vocación de pintor. Llena cuadernos de dibujos con escenas y personajes que ve en bulevares, en cafés y en el restaurante de los Campos Elíseos en el que, al acabar los estudios, en los años cincuenta, entra a trabajar; personajes y escenas que más tarde plasmará en sus cuadros y serán una de las señas de su pintura.
A los veinte años, empieza a trabajar con un decorador de interiores catalán con el que aprende a manejar materiales y técnicas de la pintura decorativa. Visita una exposición de Los caprichos de Goya que lo reafirma en su vocación: decide dedicarse profesionalmente a la pintura. Empieza a pintar en la Place du Tertre.
Tras un periodo de insumisión, el ejército francés lo recluta en régimen disciplinario. Estalla la guerra de independencia de Argelia y en el año sangriento de 1962 es destinado a la zona, donde presencia escenas terribles de aquel «Vietnam de África», como él lo llama. Ve caer a sus compañeros y él mismo está a punto de morir en varias ocasiones. Su temperamento rebelde casi le vale un consejo de guerra.
En 1964, acabada la pesadilla argelina, vuelve a París, se instala en Montmartre y puede por fin dedicarse plenamente a su arte. Pinta cuadros de gran formato en los que dominan el gris y el rojo, y cuyos protagonistas son prostitutas, borrachos, marginados, víctimas de la guerra (son famosos sus cuadros de grupos de judíos deportados)... Se aficiona al jazz y lee a autores como Henry Miller, Louis-Ferdinand Céline y Krishnamurti.
En 1967 conoce a Carmen del Berro, joven pintora española, con la que se casa ese mismo año y empieza una etapa de colaboración artística y plenitud vital. El casamiento con una española despierta su nostalgia por la tierra de su niñez, de la que muchos años después dirá: «Quiero detenerme en esta tierra manchega que marcó mi vida de manera tan definitiva; lejos de ella, mi mayor anhelo era regresar».
Gracias a un coleccionista luxemburgués, expone en la galería Louvigny y cosecha un enorme éxito. Marchantes y coleccionistas dan a conocer su obra por el resto de Europa y por Estados Unidos. Recibe el premio Savigny-sur-Orge, viaja por Italia, pinta los carnavales de Venecia.
En 1970 regresa por fin a España y se instala definitivamente en Fuentealbilla. El paisaje manchego y los tipos rurales entran en sus cuadros. Expone en el Círculo de Bellas Artes de Valencia. Su obra, que llega a la madurez, empieza a ser apreciada en España.
La familia crece: la pareja tiene cuatro hijos, entre ellos Eduardo, pintor también. En 1989, a la benjamina, Carmen Samantha, se le diagnostica una leucemia. Tras tres años de lucha terrible, la niña muere. Carmen y Philippe se divorcian.
A finales de los años ochenta, conoce a Concha Casado, con quien se casa años después, tiene otros dos hijos y pasa los últimos años de su vida.

## Obra
Aunque cursó estudios de bellas artes en París, Monteagudo fue un pintor fundamentalmente autodidacta, que desarrolló un finísimo sentido del color, de las armonías y de los contrastes cromáticos, y su paleta evolucionó del gris predominante de la primera etapa (como en el cuadro La novia desnuda de 1966) al color vivo de su época de madurez, a partir de los años setenta y ochenta; otro tanto ocurre con su pincelada, que pasa de la mancha más o menos plana al trazo nervioso superpuesto o incluso al toque casi puntillista, y cada vez se carga más de pigmento puro. En palabras de Rafael Cortés: «Para Monteagudo, el color no tiene secretos. Lo trata con decisión, empuje, valentía. Su pincelada sigue un ritmo dinámico y su paleta es a veces brillantísima, a veces sosegada ... En esta colosal plasmación de una paleta irrefrenable, prevalece el equilibrio; no hay estridencias, sino armonías unificadas».
Aunque, estilísticamente, su obra es difícil de clasificar, podría decirse que está a medio camino entre el impresionismo o, mejor dicho, el postimpresionismo –pues, como decimos, su estilo es más colorista que lumínico–, y el expresionismo.
Temáticamente, su pintura puede dividirse en dos grandes categorías: la de paisaje y la de personajes. En la primera destacan sus paisajes manchegos, que representan trigales, sembrados, amapolas, viñas, etc., y que, característicamente, se articulan en varios planos sucesivos, con el cielo al fondo (como en Lomas rojas, 2010).
Muy características son también sus marinas y vistas de embarcaderos, así como sus escenas de playa, en las que explota el fuerte contraste que hacen los ocres y pardos de la arena y la piel de los bañistas con los azules profundos del mar.
Mención particular merecen sus vistas en perspectiva de avenidas o calles nevadas en entornos suburbiales o fabriles, seguramente entre lo mejor de su obra, tema que acabó abandonando (Diciembre, 1982).
En la categoría de personajes, que es la de estilo más «expresionista», destacan sus escenas prostibularias y carnavalescas, el tipo rural, la caricatura grotesca, las mujeres que muestran piernas con medias y ligas (verdadero fetiche de su juventud), las multitudes festivas, los interiores abarrotados... (Mis amigas, 1970).
El taurino también se cuenta entre sus temas frecuentes.
En la última etapa de su vida, marcada por la enfermedad, su pintura se vuelve más suelta y experimental; incorpora temas nunca tratados, como el del bodegón floral; sus figuras se individualizan y ganan en plasticidad y dinamismo; su mancha de color es más plana y pura y, deliberadamente o quizá porque es presa de un frenesí creativo que le lleva a empezar muchas cosas, experimenta con un non finito que a veces tiene cualidades casi abstractas. 
La crítica lo ha emparentado, por el carácter «social» de su pintura, con Goya y Solana. Dice Eduardo Bru Celma: «El pintor no se nos va mucho de la temática goyesca, pero se nos aproxima también a la obra de otro gran pintor de máscaras, Solana. Y aquí el parecido no es copia, ni siquiera influencia, sino que se nos antoja más bien una creación paralela, plena de personalidad y más bien hermanada con la obra de Solana ideológicamente; es más bien un sentimiento tormentoso y atormentado de la vida en ambos pintores». Y Juan Carlos Villacorta afirma: «Cierto que la pintura de Philippe Monteagudo viene de los suburbios marxistas de una Europa industrializada, pero pasa por Quevedo y por Baroja y, a veces, nos sorprende con los resplandores lívidos de Goya y, detrás, queda el Sena con Verlaine, con Baudelaire y con Rimbaud».
Su obra se conserva en numerosas colecciones privadas (París, Londres, Chicago, Nueva York, Tokio, Venecia, Ámsterdam, Madrid) y en exposiciones permanentes, como la de la Verhoff Gallery de Washington y la Pieter Breughel Art Gallery de Ámsterdam, entre otras.